# Tinción de Ziehl-Neelsen

Visualización de Mycobacterium tuberculosis usando la tinción de Ziehl-Nielsen

La tinción de Ziehl-Neelsen  es un tipo de  tinción diferencial rápida y económica, usada para la identificación de bacterias ácido-alcohol resistentes (BAAR) , como M. tuberculosis o el filo Apicomplexa (coccidios intestinales) entre otros. Fue descrita por primera vez por dos médicos alemanes: Franz Ziehl, un bacteriólogo, y Friedrich Nielsen, un patólogo.

## Fundamento
Las paredes celulares de ciertas bacterias contienen ácidos grasos (ácidos micólicos) de cadena larga (50 a 90 átomos de carbono) que les confieren la propiedad de resistir la decoloración con alcohol-ácido, después de la tinción con colorantes básicos. Por esto se denominan ácido-alcohol resistentes. Las micobacterias como Mycobacterium tuberculosis y M. marinum  se caracterizan por sus propiedades de ácido-alcohol resistencia. La coloración clásica de Ziehl-Nielsen requiere calentamiento para que el colorante atraviese la pared bacteriana que contiene ceras. Al suspender el calentamiento y enfriar con agua, provoca una nueva solidificación de los ácidos grasos de modo que el colorante ya no puede salir de las bacterias. Por otro lado, el calentamiento aumenta la energía cinética de las moléculas del colorante lo cual también facilita su entrada a las bacterias. Las bacterias que resisten la decoloración son de color rojo y las que no, se ven de color azul ya que se utiliza azul de metileno como tinción de contraste.
Debido a esto, está que está muy influenciado con la enfermedad de tuberculosis.

### Algunos microorganismos ácido-alcohol resistentes
- Mycobacterium: fuertemente ácido-alcohol resistentes.[1]
- Nocardia y Actinomices: débilmente ácido-alcohol resistentes.[2]
- Parásitos coccídeos (Cryptosporidium) de muestras fecales.[3]

## Historia
En 1882, Robert Koch descubrió la etiología de la tuberculosis. Poco después del descubrimiento de Koch, en el mismo año 1882, Paul Ehrlich desarrolló una tinción para la mycobacterium tuberculosis, llamada tinción de hematoxilina de alumbre.. Franz Ziehl alteró después, en 1883, la técnica de tinción de Ehrlich al usar ácido carbólico como mordiente. Friedrich Nielsen también en 1883 mantuvo la elección de mordiente de Ziehl, pero cambió la tinción primaria a carbol fucsina. Las modificaciones de Ziehl y Nielsen juntas han desarrollado la tinción Ziehl-Nielsen. Joseph Kinyoun desarrolló otro satinado resistente al ácido utilizando la técnica de tinción Ziehl-Nielsen; pero eliminando el paso de calentamiento del procedimiento. Esta nueva tinción de Kinyoun fue nombrada con su nombre, tinción Kinyoun.